# Aldo Valori
Aldo Valori (Firenze, 6 giugno 1882 – Pisa, 5 dicembre 1965) è stato uno scrittore e giornalista italiano, noto anche come esperto di questioni militari, inviato speciale e commentatore radiofonico.

## Biografia
Esordì alla Nazione di Firenze nel 1908, poi lavorò al Resto del Carlino (1909-1925) dove nel 1912 fece incontrare Umberto Saba e il cognato Aldo Fortuna, rendendo possibile la nascita di un'amicizia e un sodalizio culturale e creativo tra i due.
Curò, sotto lo pseudonimo di "Ceralacca", la rubrica Corrispondenza per il Giornalino della domenica di Vamba, dove pubblicò anche poesie (firmate quasi sempre "Il filosofo"), articoli e pagine di varietà. 
Successivamente scrisse il romanzo per ragazzi di ambientazione medioevale Le mirabili avventure di Ferrantino per Bemporad (Firenze) e nel 1915 la fantasia fiabesca Le avventure di Barbierino per Cappelli (Bologna) con le illustrazioni di Antonio Maria Nardi. Pubblica inoltre I grandi capitani per Bemporad, con le biografie di condottieri come Alessandro Magno, Giulio Cesare e Napoleone. Nel 1913 tradusse, per la collana "Classici del ridere" di Formiggini, I viaggi di Gulliver, prima edizione italiana integrale del romanzo di Jonathan Swift, illustrata da Enrico Sacchetti; nel 1935 per la stessa collana Il diavolo zoppo di Alain-René Lesage, illustrato da Piero Bernardini.
Si trasferì con la famiglia a Bologna nel 1919, poi definitivamente a Roma nel 1923, dove diresse l'ufficio romano del Corriere della Sera fino al 1943. Segretario del Sindacato unico fascista dei giornalisti, dovette chiudere la Scuola di giornalismo per insufficienza di finanziamenti, e Achille Starace ne decretò la chiusura per il 23 giugno 1933.
Commentatore radiofonico soprattutto di questioni militari, inviato speciale alle maggiori conferenze internazionali, con lo scoppio della Seconda guerra mondiale fu tra i commentatori dei "fatti del giorno" per la radio EIAR. E proprio dall'EIAR, dopo l'ingresso dell'Italia in guerra, ebbe il difficile compito di spiegare per radio gli avvenimenti militari quotidiani, ma alcuni mesi dopo fu sostituito da un commentatore meno sincero e nell'aprile 1941 venne sollevato dall'incarico.
Nel 2003 la Editori Riuniti di Roma ha pubblicato il libro Aldo Valori. Il fascista che non amava il regime, curato da Valentina Tonelli Valori, con la prefazione di Sergio Romano.

## Vita privata
Nella redazione del Giornalino della domenica, Valori conobbe la scrittrice per bambini Etre Maria Rontini, che in seguito sposò e da cui ebbe cinque figli: Francesco (1910), storico alla Corte dei Conti, e Luigia (1916), medico, nati a Firenze; Paolo (1919), gesuita, per 26 anni cattedratico alla Pontificia Università Lateranense, e Michele (1923), architetto e urbanista, nati dopo il trasferimento della famiglia a Bologna; infine l'ultima, nata a Roma, Maria Beatrice (1927). Nota come Bice Valori, fu nella seconda metà del XX secolo una delle attrici brillanti più note del cinema e della televisione italiani, moglie e compagna d'arte di un altro celebre attore comico italiano, Paolo Panelli.
Tra i parenti che raggiunsero la notorietà c'è anche il cugino, Gino Valori, regista, sceneggiatore e giornalista.

## Opere
La sua produzione saggistica è costituita per la maggior parte da opere storico-militari.
- La guerra e noi: appunti storici e critici, Bologna, N. Zanichelli, 1919.
- La guerra italo-austriaca, 1915-1918: storia critica con carte e piani, Bologna, N. Zanichelli, 1920; 2ª edizione critica ampliata e rifusa, 1925.
- La storia della guerra: per i ragazzi, Firenze, Bemporad, 1920.
- La guerra sul fronte franco-belga, 1914-1918, Bologna, N. Zanichelli, 1922.
- Quand'ero buffo: memorie d'infanzia e di scuola, Firenze, Vallecchi, 1922.
- La guerra dei tre imperi: Austria, Germania e Russia, 1914-1917, Bologna, N. Zanichelli, 1925.
- La difesa della Repubblica fiorentina, Firenze, Vallecchi, 1929.
- La condotta politica della guerra, Milano, Corbaccio, 1934.
- Vittorio Emanuele III, Milano, Bompiani, 1940.
- Giuseppe Garibaldi, Torino, UTET, 1941.
- Napoleone I, Torino, Società Editrice Internazionale, 1941.
- Parole di fede, Milano, A. Mondadori, 1942.
- Condottieri e generali del Seicento, Roma, EBBI, Istituto editoriale italiano B. C. Tosi, 1943.
- Perché Stati Uniti e Inghilterra hanno voluto la guerra?, Roma, Istituto romano di arti grafiche Tumminelli, 1943.
- Georges Sorel, Lenin, Modena-Roma, Guanda, 1946.
- La campagna di Russia. CSIR-ARMIR: 1941-1943, 2 voll., Roma, Società Grafica Nazionale Editrice, 1950-51.